# 西尾健治
西尾 健治（にしお けんじ、1977年10月16日 - ）は、日本のミュージカル俳優および指導者である。大阪府堺市出身。劇団四季所属。B型。

## 略歴
9歳からクラシックバレエを始め、モスクワ留学も経験。2003年7月のオーディションにて、劇団四季に入団。
2003年8月23日、『オペラ座の怪人』のバレエ枠で四季の初舞台を踏む。
2015年5月からアラジンのオリジナルキャストとしてカシームを演じている。
2016年7月から『キャッツ』大阪公演でラム・タム・タガーを演じ、9月16日にはマンカストラップ役も新たに演じている。
2020年代以降は稽古指導者の肩書で指導者として活動している。

## 主な出演作品

### 舞台
- オペラ座の怪人（バレエ枠）
- コーラスライン （リチー）
- 夢から醒めた夢 （暴走族）
- ウエストサイド物語 （アクション）
- 劇団四季ソング&ダンス2 オーヴァー・ザ・センチュリー（男性ダンサー）
- クレイジー・フォー・ユー （サム、ワイアット）
- 美女と野獣　（アンサンブル）
- コンタクト　（アンサンブル）
- 劇団四季 ソング&ダンス55ステップス（男性ダンサー）
- キャッツ （ギルバート、ラム・タム・タガー、マンカストラップ）
- アイーダ（アンサンブル）
- 劇団四季 ソング&ダンス The Spirit（ダンスパート）
- ライオンキング（ティモン、バンザイ）
- アラジン（カシーム、ラズール）

### テレビ
- 探偵!ナイトスクープ（2023年6月2日）

| スタブアイコン | サブスタブ | この項目は、まだ閲覧者の調べものの参照としては役立たない、俳優（男優・女優）に関連した書きかけの項目です。この項目を加筆・訂正などしてくださる協力者を求めています（P:映画/PJ芸能人）。 |